# Come Along Wind
```

```

Come Along Wind је трећи студијски албум српске музичке групе Stray Dogg. Албум је у дигиталном формату објављен 12. октобра 2015. године под окриљем Поп депресије. Издање на компакт-диску је изашло 21. новембра исте године за етикету Одличан хрчак.

## О албуму
Албум Come Along Wind је сниман крајем маја и почетком јуна 2015. године у студију Г.И.С. у Каству, предграђу Ријеке. Једино је деоница Александре Ђорђевић на виолончелу снимљена накнадно — августа исте године у београдском студију Р88. Група Stray Dogg је продукцију, микс и мастеровање албума поверила Матеју Зецу, гитаристи ријечког састава Лет 3.
Званична концертна промоција издања одржана је 21. новембра 2015. у Дому омладине Београда.

## Успешност на топ листама

### Годишње листе албума
| Назив листе                                                 | Приређивач листе | Позиција    | Изв.  |
| ----------------------------------------------------------- | ---------------- | ----------- | ----- |
| Балканрок изабрао најбоље у 2015: Топ 45 регионалних албума | Балканрок        | без поретка | [ 5 ] |
| Најбољи домаћи и регионални албуми 2015. године             |                  | 8.          | [ 6 ] |

### Годишње листе синглова
| Назив песме | Назив листе | Приређивач листе | Позиција | Година | Изв.  |
| ----------- | ----------- | ---------------- | -------- | ------ | ----- |
|             | Дискомер    | Радио Студио Б   | 11.      | 2015.  | [ 7 ] |

### Недељне листе синглова
| Назив песме | Назив листе | Приређивач листе | Најбољи пласман | Датум(и) најбољег пласмана | Изв.  |
| ----------- | ----------- | ---------------- | --------------- | -------------------------- | ----- |
|             | Дискомер    | Радио Студио Б   |                 | 15. новембар 2015.         | [ 8 ] |

## Списак песама
- Аутор текстова и музике је Душан Страјнић, осим тамо где је другачије назначено. За аранжмане је била заслужна цела група.[1][2][4]

| №               | Назив           | Аутор(и)                         | Напомене                                | Трајање |  |
| 1.              |                 |                                  |                                         | 5:03    |  |
| 2.              |                 | Марко Игњатовић (коаутор музике) |                                         | 4:20    |  |
| 3.              |                 | Марко Игњатовић (коаутор музике) |                                         | 2:51    |  |
| 4.              |                 | Марко Игњатовић (коаутор музике) |                                         | 4:51    |  |
| 5.              |                 |                                  |                                         | 4:00    |  |
| 6.              |                 |                                  | гошћа: Александра Ђорђевић (виолончело) | 2:53    |  |
| 7.              |                 | Марко Игњатовић (коаутор музике) |                                         | 5:40    |  |
| 8.              |                 |                                  |                                         | 3:50    |  |
| Укупно трајање: | Укупно трајање: | Укупно трајање:                  | Укупно трајање:                         | 33:28   |  |

## Синглови и спотови
- 1. 
  - Сингл је објављен у октобру 2015. године.
  - Спот је режирао Иван Стојиљковић.[9]
- 2. 
  - Сингл је објављен у мају 2016. године.
  - Спот је режирала Марија Шевић.[10]
- 3. 
  - Сингл је објављен у октобру 2016. године.
  - Спот је снимљен у Бору, а режирао га је Стефан Ђорђевић.[11]

## Музичари

### Постава групе
- Душан Страјнић — вокал, акустична гитара, електрична гитара
- Марко Игњатовић — гитара, електрична гитара
- Ана Јанковић — виолина, пратећи вокали
- Јелена Дамјановић — клавијатуре
- Владимир Милићевић — бас-гитара
- Реља Илић — бубањ [1][2][4]

### Гостујући музичари
- Александра Ђорђевић — виолончело (6) [1][2][4]

## Остали допринос албуму
- продукција, микс и мастеровање: Матеј Зец
- дизајн омота: Давор Громиловић [1][2][4]

## Рецензије
| Медиј | Аутор рецензије    | Оцена           | Изв.   |
| ----- | ------------------ | --------------- | ------ |
|       | Зоран Стајчић      | 8/10 звездица   | [ 12 ] |
|       | Слободан Вујановић | 6.5/10 звездица | [ 13 ] |
|       | Драгана Ерјавшек   | без оцене       | [ 14 ] |
|       | Милош Зубац        | без оцене       | [ 15 ] |